# William Seymour
William Joseph Seymour (Centerville, Louisiana, 2 de Maio de 1870 — Los Angeles, 28 de Setembro de 1922) foi um pastor estadunidense, discípulo do pregador Charles Fox Parham e iniciador do movimento religioso denominado de Pentecostalismo.

## Biografia
William Joseph Seymour nasceu em Centerville, Louisiana, em 2 de maio, 1870; seus pais, Simon e Phyllis Seymour eram ex-escravos no início da vida pertenciam a religiões naturais da África. Criado como batista, Seymour tinha dons de sonhos e visões na juventude. Aos 25 anos, ele se mudou para Indianápolis, onde trabalhou como porteiro na companhia ferroviária e, em seguida, como recepcionista em um restaurante elegante. Por esta altura, ele contraiu varíola e ficou cego do olho esquerdo.
Em 1900 ele se mudou para Cincinnati, onde se juntou ao Movimento Reformador da Igreja de Deus (sede em Anderson, Indiana). Nesta igreja, tornou-se sábio em teologia da santidade, que ensinou segundo a bênção inteira da santificação (ou seja, a santificação é uma experiência pós-conversão que resulta em santidade completa), a cura divina, milenarismo, e a promessa de um reavivamento do Espírito Santo em todo o mundo antes do arrebatamento.
Em 1905, mudou-se para Houston, onde passou a frequentar a recém-formada escola bíblica de Charles Fox Parham em uma cadeira colocada no corredor, por ser negro. Foi aí que aprendeu as doutrinas do movimento Holiness e desenvolveu a crença na glossolalia (mais conhecido como dom de línguas) como prova do batismo com o Espírito Santo. Seymour mudou-se depois para Los Angeles, onde passou a exercer o pastorado em uma igreja da metrópole nascente. No entanto, não foi bem aceito ao começar a pregar a mensagem de reavivamento e batismo no Espírito Santo, e foi expulso.
Na procura por um lugar para continuar seu trabalho, ele fundou sua própria igreja num templo abandonado da Igreja Metodista Africana em Los Angeles, localizada na Azusa Street (Rua Azusa) no. 312. O resultado foi o Reavivamento da Rua Azusa. Seymour não só derrubou a existência de barreiras raciais em favor da "unidade em Cristo", mas também rejeitou barreiras às mulheres em qualquer forma como participante dos serviços na igreja sem quebrar os mandamentos bíblicos em relação as mulheres. 
O reavivamento liderado por Willian Seymour virou notícia rapidamente, e em 18 de abril de 1906 o jornal Los Angeles Times publicou uma extensa matéria sobre o movimento, denunciando uma nova "seita", onde fundamentalistas compostos em maior parte por negros e imigrantes pobres que se dizendo movidos pelo Espirito Santo de Deus se manifestavam em línguas estranhas, denominado glossolalia, e também a pregação de curas e milagres.
Esse processo de renovação decorreu de 1906 a 1909, e se tornou objeto de investigação por muitos protestantes da época. Alguns diziam que as visões de Seymour eram heréticas, outros aceitaram seus ensinamentos e retornaram às suas congregações para repassá-las. O movimento resultante tornou-se conhecido como "Pentecostalismo", uma referência à manifestação do batismo com o Espírito Santo que ocorreu pela primeira vez no dia de Pentecostes (Atos cap. 2). Los Angeles foi o berço pentecostal ítalo-americano, e deu origem, em todo o mundo, à maior parte das denominações pentecostais existentes, como a Assembleia de Deus fundada no Brasil pelos suecos Gunnar Vingren e Daniel Berg e a Congregação Cristã e Asamblea Cristiana fundadas respectivamente no Brasil e na Argentina pelo italiano Luigi Francesconi e outros.  